# Tendinitis aquílea
En medicina, el término tendinitis aquílea describe una lesión dolorosa que afecta al tendón de Aquiles el cual une el músculo gastrocnemio y el músculo sóleo (gemelos) al hueso calcáneo en el talón. La lesión se debe principalmente al sobreuso y afecta con frecuencia a deportistas como corredores o saltadores. Aunque tradicionalmente se ha considerado que se debe a un proceso inflamatorio, se ha comprobado en los estudios de biopsia de los tejidos afectados que generalmente no existe inflamación o esta es secundaria, por ello es más exacto denominarla tendinosis aquílea o tendinopatía aquílea. A pesar de ello el término tendinitis continúa siendo el más utilizado.

## Etiología
Se considera que la causa principal son los microtraumatismos repetidos que ocasionan un fracaso en la eficiencia mecánica del tendón y provocan zonas de degeneración e inflamación secundaria que finalmente puede llegar a causar áreas de necrosis y roturas parciales del tendón. Entre los factores que pueden contribuir a la aparición de la lesión se incluyen mala alineación de la rodilla, deformada en genu varo o genu valgo, o deformidad del pie, por ejemplo pie plano y pie cavo. Entre los factores extrínsecos algunos de los más frecuentemente implicados son la mala planificación del ejercicio a realizar o el uso de calzado inadecuado.